# Aeroporto Internazionale di El Calafate
L'Aeroporto Internazionale di El Calafate Comandante Armando Tola (in spagnolo Aeropuerto Internacional Comandante Armando Tola) è uno scalo aereo argentino che serve la cittadina di El Calafate, nella provincia di Santa Cruz.

## Storia
Fu inaugurato nel novembre 2000 andando a rimpiazzare il vecchio aeroporto di Lago Argentino. Il terminal passeggeri è stato progettato dall'architetto uruguaiano naturalizzato canadese Carlos Ott.